# Toshihiko Shiozawa
Toshihiko Shiozawa (塩澤敏彦?, Shiozawa Toshihiko; Hiroshima, marzo 1947) è un allenatore di calcio ed ex calciatore giapponese.

## Carriera

### Calciatore
Formatosi nel club calcistico dell'Università Meiji, Shiozawa esordì in Japan Soccer League nel 1970, indossando la maglia del Nagoya Bank. In seguito alla chiusura del club avvenuta al termine della stagione 1971, Shiozawa si trasferì all'Eidai Sangyo dove giocò fino al 1975 ricoprendo, parallelamente al ruolo di calciatore, quello di assistente dell'allenatore Ken Okubo.

### Allenatore
Subito dopo il ritiro dal calcio giocato Shiozawa sostituì Okubo alla guida tecnica dell'Eidai, ma dovette abbandonare dopo solo un anno, a causa della chiusura del club. Dopo circa otto anni di inattività, Shiozawa riprese l'attività di allenatore assumendo la guida tecnica del club calcistico dell'università Meiji per poi passare, nel 1986, all'ANA Yokohama appena retrocesso dalla prima divisione della Japan Soccer League. Nell'arco di tre anni Shiozawa riuscirà a portare la squadra fino alle posizioni alte della prima divisione, ottenendo un secondo e un terzo posto tra il 1989 e il 1990. Dopo il 1991 Shiozawa si ritirò dalla propria carriera di allenatore salvo una parentesi, tra il dicembre 2005 e il gennaio 2006, come commissario tecnico della nazionale nepalese.

## Palmarès
- Japan Soccer League Division 2: 1

1987-88